# Sachsenring
O Sachsenring Circuit é um circuito alemão localizado em Hohenstein-Ernstthal, na Saxônia. Recebe o GP da Alemanha de MotoGP.

## História

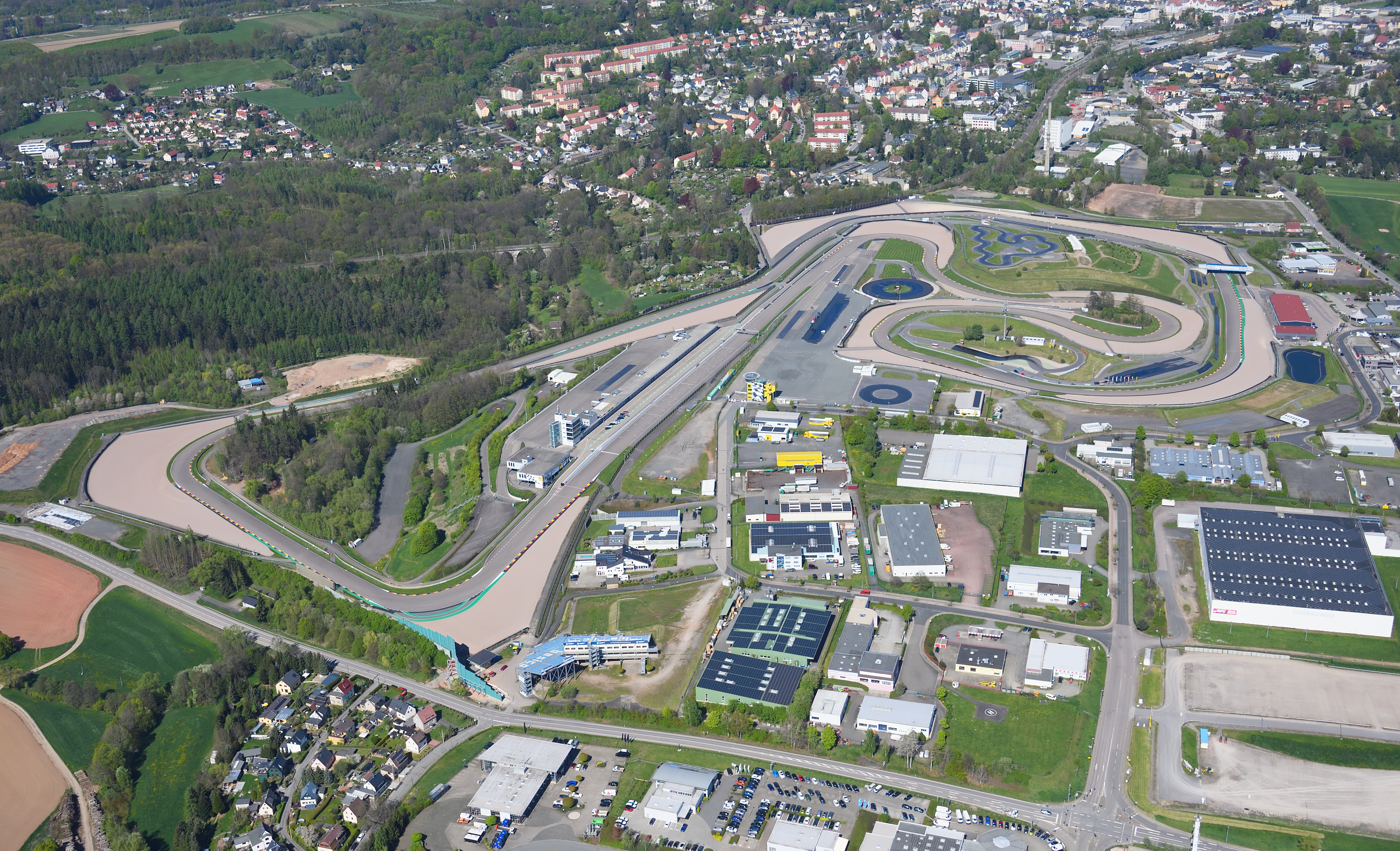
Vista aérea do circuito.

A primeira corrida ocorreu em 26 de maio de 1927 no traçado de 8,7km em rodovias incluída a vila de Hohenstein-Ernstthal. Apelidada de "Sachsenring" em 1937.
Após a Segunda Guerra Mundial seu território passou a fazer parte da Alemanha Oriental. Abrigou então o Grande Prêmio da Alemanha Oriental de 1962 a 1971. As motos dois tempos MZ fabricadas em Zschopau, nas proximidades, eram competitivas na época. A volta mais rápida foi cravada pelo 15 vezes campeão mundial Giacomo Agostini numa MV Agusta, com 180 km/h de média. Após a vitória do alemão ocidental Dieter Braun na 250cc em 1971 e os fãs alemães orientais cantarem o hino alemão ocidental em comemoração (no caso esportivo, o hino nacional ao vencedor é tocado após a corrida), o evento foi limitado a participantes da europa oriental por razões políticas.
Em 1990, com equipamentos ocidentais velozes disponíveis, a corrida por dentro do vilarejo torna-se muito perigosa com vários acidentes fatais (comparáveis a corrida TT da Ilha de Man).
Na acelerada desenvolvimento da antiga Alemanha Oriental na nova Alemanha unificada, um circuito curto de 2.9km a partir da curva Queckenberg foi construído nos anos 90 a fim de trazer o esporte a motor internacional.
Desde 1998 abriga o Grande Prêmio da Alemanha de MotoGP no lugar de Nurburgring. Desde então a pista ficou mais longa e rápida.